# Teleutaea brischkei
Teleutaea brischkei là một loài tò vò trong họ Ichneumonidae.